# Stazione di Gais (Italia)
La stazione di Gais (in tedesco Bahnhof Gais) è stata una fermata ferroviaria della ex linea ferroviaria Brunico-Campo Tures. Serviva il comune di Gais, in Alto Adige (Italia).

## Storia
La stazione fu inaugurata insieme alla linea il 20 luglio 1908 e rimase attiva fino al 1º febbraio 1957.

## Strutture e impianti
La fermata era dotata da un fabbricato viaggiatori e dal solo binario di circolazione. Non rimane traccia dell'infrastruttura: il fabbricato è stato demolito e il sito ove sorgeva è attraversato da un parcheggio; il binario è stato smantellato e sull'ex sedime ferroviario è stato realizzata una strada.